# Житень

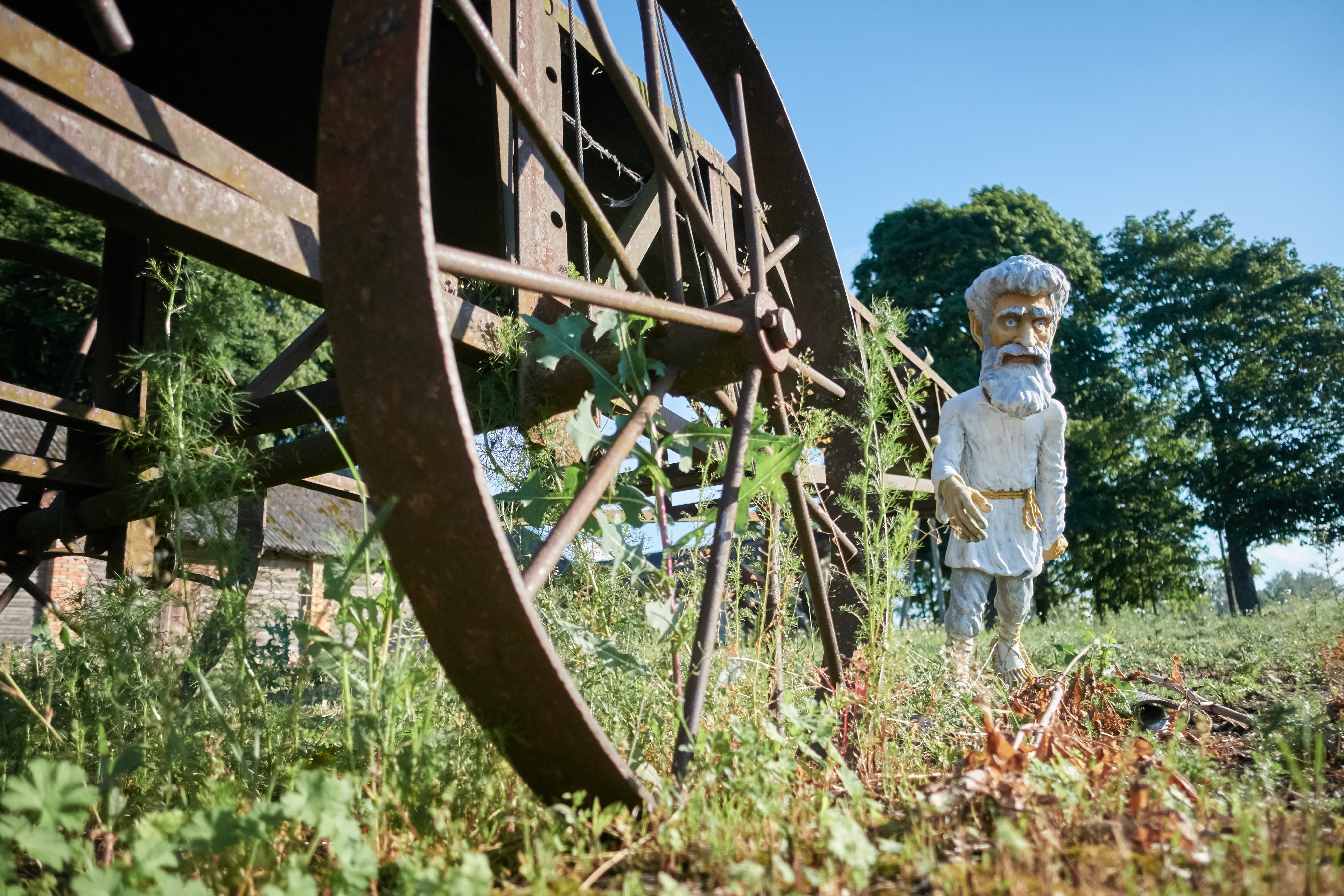
Скульптура Житеня, созданная белорусским скульптором Антоном Шипица (Anton Shipitsa) на основании иллюстраций ведущего современного белорусского графика Валерия Петровича Слаука (Valery Slauk)

Жи́тень (житный дед, бел. жыцень, жытні дзед) — в работах Павла Шпилевского дух-хозяин поля у белорусов. Его женская параллель — житная баба. Как древнебелорусский бог плодородия и осени описан (и, вероятно, придуман) фольклористом Павлом Шпилевским (Древлянским).

## Описание
В работах Павла Шпилевского Житень представлен в виде маленького старичка («житний дед») с длинной бородой. Он якобы обеспечивал урожай ржи — «давал жито», собирал колосья на ржаной ниве небрежной хозяйки и переносил их на поле прилежной жнеи, способствовал хорошему вызреванию зерновых культур и овощей. Его уважали также как духа богатства и благополучия.
Особенностью Житеня является третий глаз на затылке, который нужен для лучшего выполнения задач этого мифологического персонажа.

## Образ жизни
Житень ходит по полям и следит за тем, чтобы урожай на нивах был хорошо убран. По мнению П. Шпилевского в белорусском фольклоре говорится, что, если Житень находил кинутые плохо обмолоченные колосья, собирал их в снопы и переносил на участки более аккуратных хозяев. Позже народные верования про Житеня слились с представлением про бога как изготовителя урожая. Религиозное представление про него исчезло в конце XIX — начале XX вв. С образом Житеня связан земледельческий обряд «завивание бороды».

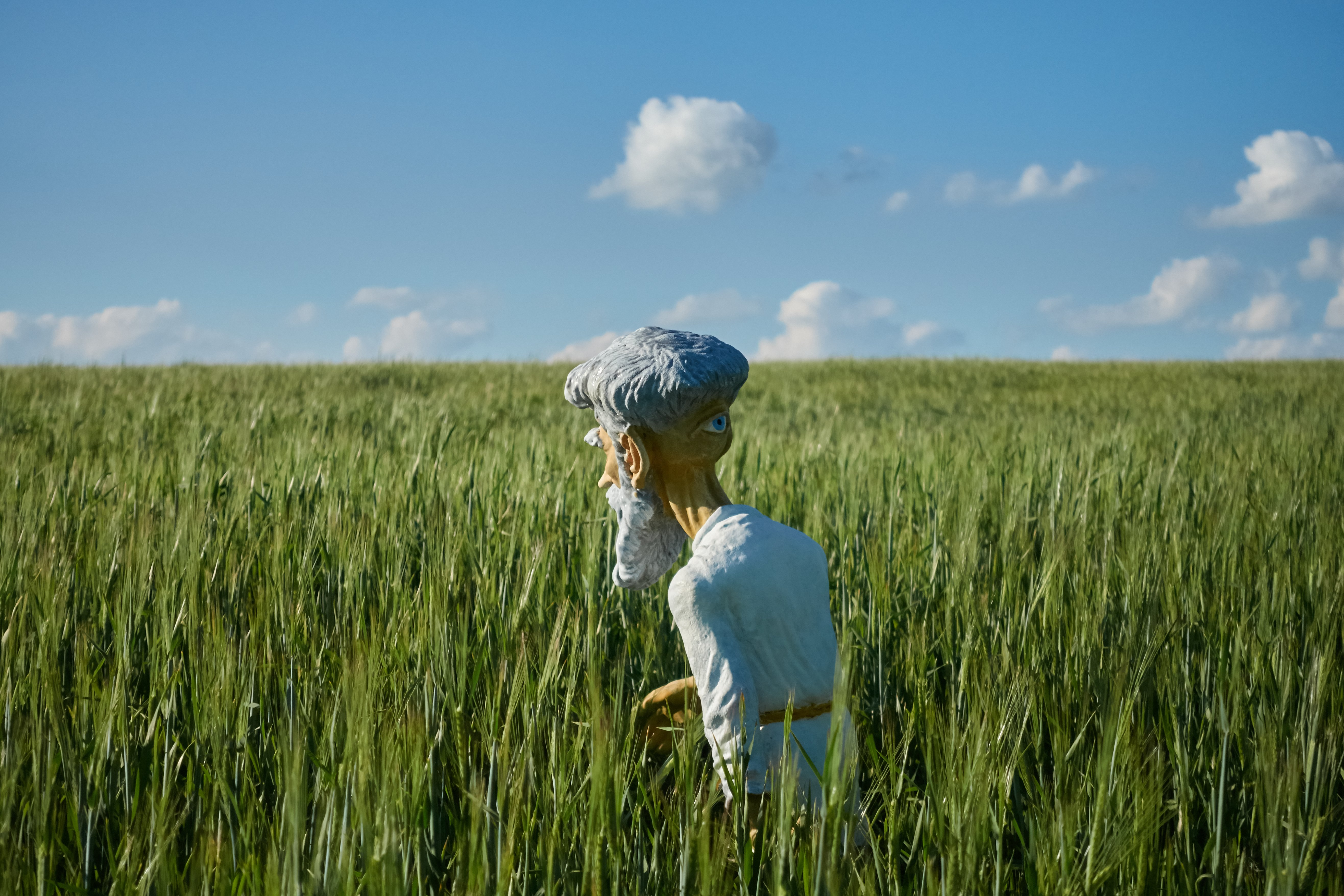
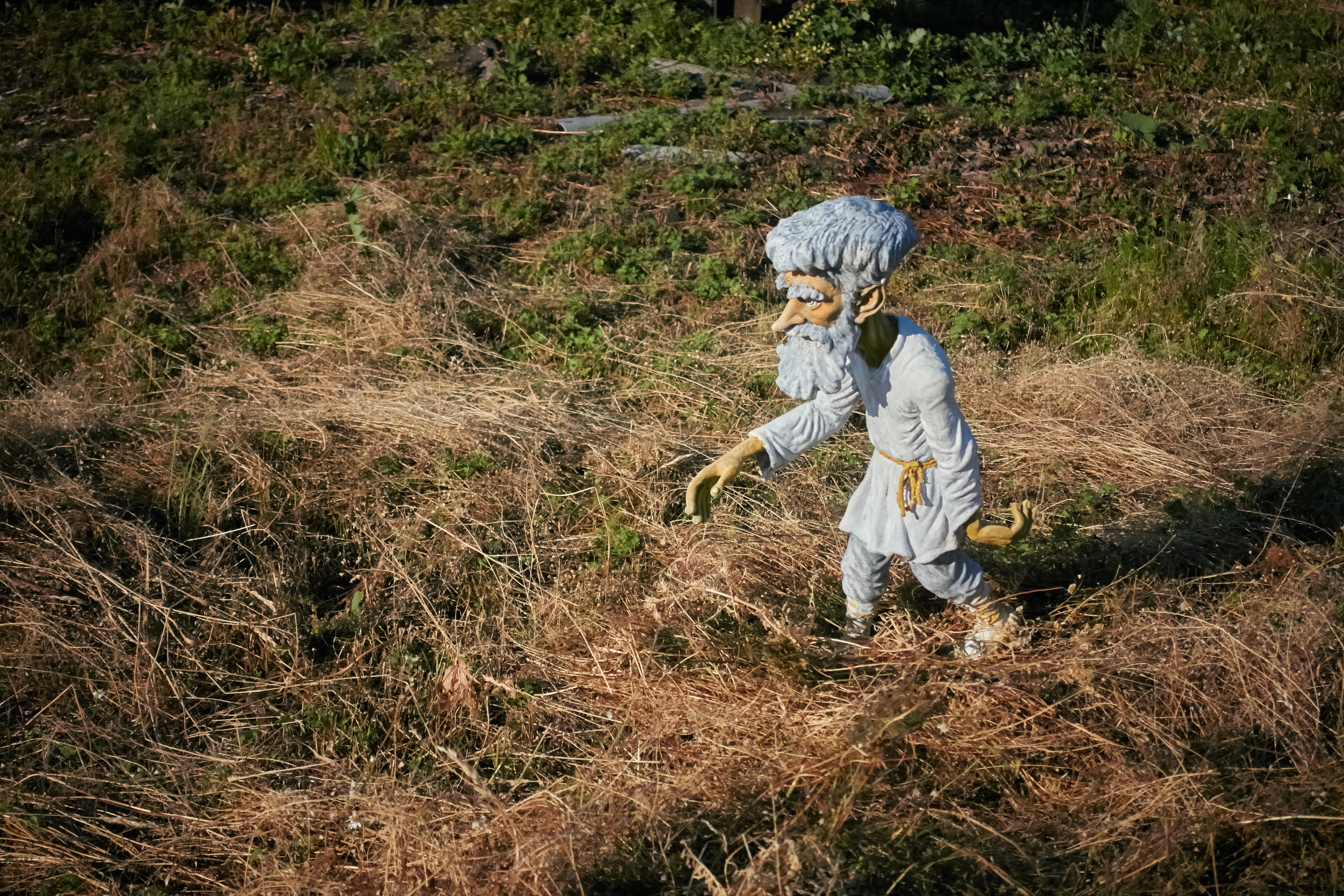
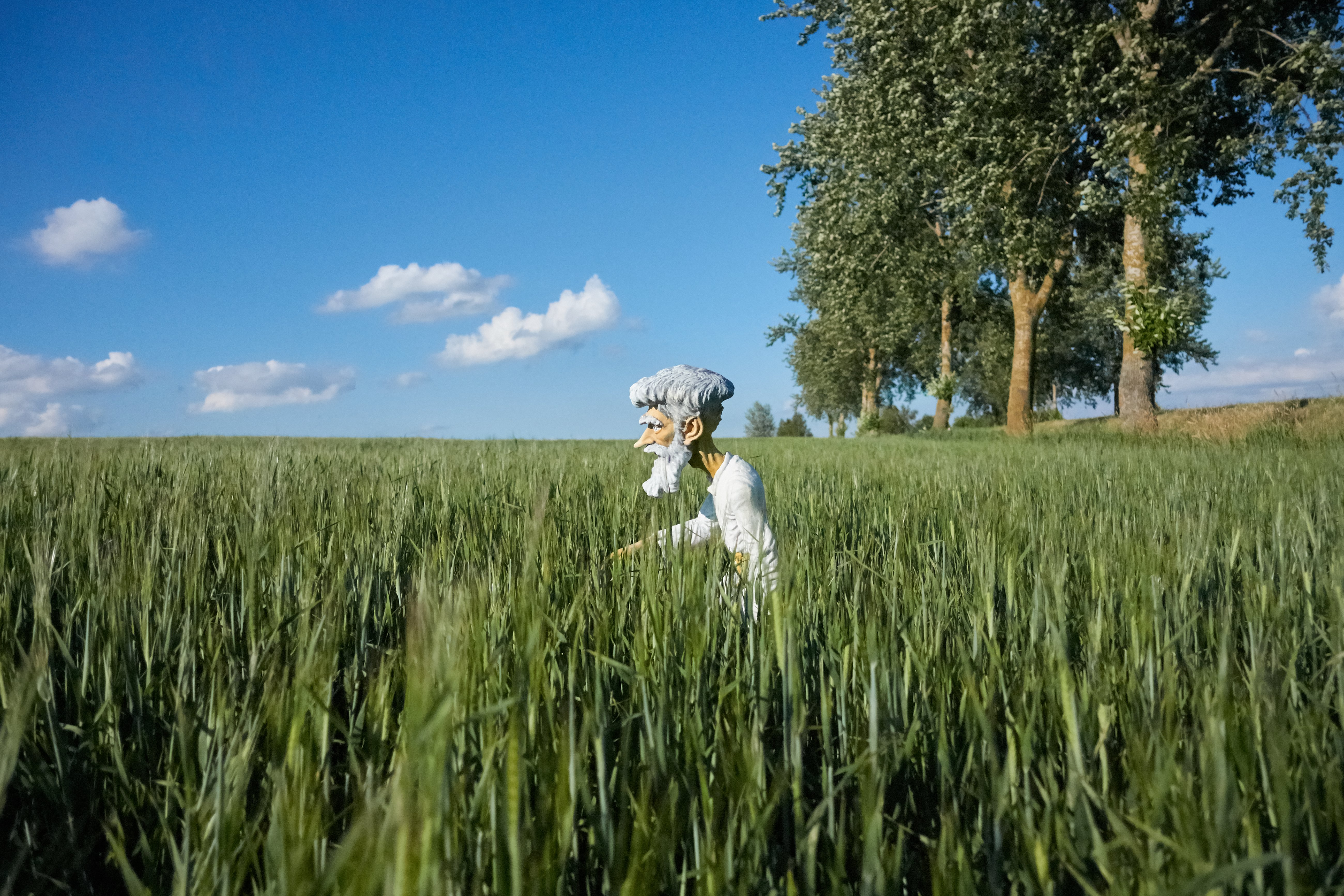